# Botxí blanc meridional
El botxí blanc meridional (Eurocephalus anguitimens) és un ocell de la família dels Lànids (Laniidae).

## Hàbitat i distribució
Habita zones boscoses àrides amb acàcies d'Àfrica Meridional, del sud d'Angola, nord i centre de Namíbia, Botswana, Zimbabwe, sud de Moçambic i nord de Sud-àfrica al nord de la Província del Cap i Transvaal.